# Giuseppe Lattanzi
Giuseppe Lattanzi (Nemi, 6 marzo 1762 – Lanuvio, 3 luglio 1822) è stato uno scrittore, giornalista, poeta, uomo politico, fondatore e direttore di giornali, italiano.

## Biografia
Figlio di Giovanni Battista - amministratore dei beni agricoli dei Frangipane e poi dei Braschi - e di Anna Maria Pozzi, Giuseppe Lattanzi studiò nel seminario di Albano. Più che dalla teologia, era attratto dalla letteratura e nel 1781 fondò una colonia arcadica a Nemi. A Roma fu accolto da Luigi Braschi-Onesti - duca di Nemi e nipote del papa - e studiò legge e teologia. Il suo poemetto Egeria, dedicato a donna Costanza Falconieri, non fu pubblicato perché scartato da Vincenzo Monti, a quel tempo segretario del duca Braschi-Onesti.
Nel 1782 il papa Pio VI gli concesse una pensione annua di 40 scudi. Per un rapporto con Caterina Biagioni, prima cameriera di donna Costanza, fu allontanato da palazzo Braschi e accolto dalla famiglia Bandi. Nel 1785 fu arrestato per aver falsificato cedole e per ordine del papa Pio VI fu imprigionato a Corneto, da dove fuggì per riparare a Vienna. Qui collaborò a giornali; ma il governo pontificio ne reclamò la consegna e fu costretto a lasciare Vienna.

Governi provvisori dell'Emilia e Repubblica Cispadana 1796-1797 (New York Public Library)

### Il periodo fiorentino
Giuseppe Lattanzi sposò a Firenze, nel 1788, una giovanissima popolana, Carolina Arienti, che forse era stata una favorita del granduca Leopoldo II d'Asburgo-Lorena. Carolina Arienti Lattanzi divenne giornalista e poetessa; durante la Repubblica Cisalpina Carolina Arienti parlò al Circolo costituzionale di Milano sulla condizione femminile e pubblicò l'opuscolo Della servitù delle donne. Tre sue cantate furono poi pubblicate nella miscellanea All'augusto imeneo del magno Napoleone con Maria Luigia d'Austria (Venezia, 1810) e altri suoi versi uscirono nel Diario sacro-poetico perpetuo (Milano, 1815). Insieme al marito diresse il Corriere delle dame.
Giuseppe Lattanzi collaborò agli Annali ecclesiastici - periodico che sosteneva una riforma della Chiesa - diresse la Gazzetta letteraria, pubblicò lo Zibaldone - settimanale di storia, scienze e arti - e il Giornale letterario o sia Trionfo della verità. Nel 1791 fu nominato segretario dell'Accademia di scienze e lettere di Mantova, con un compenso annuo di 600 fiorini. Pubblicò gli Annali politici civili e letterari e nel 1795 lanciò un Piano di pace tra la Francia, l'Impero, la Casa d'Austria ed il re di Sardegna.
Nel 1796 presentò all'Amministrazione generale della Lombardia un Discorso storico-politico (pubblicato con lo pseudonimo Publicola Tiberino), in cui proponeva un federalismo tra Stati italiani, misure di sicurezza a difesa dei territori italiani liberati e un'equa distribuzione della ricchezza. Nel 1797 uscirono contemporaneamente a Mantova il suo giornale L'Amico degli uomini e delle leggi: Publicola Tiberino che sosteneva tesi democratiche e repubblicane e l'altro suo periodico, L'imparziale difensore, che era di orientamento più conservatore.

Bureau della Guardia Nazionale a Reggio, 1796-1797 (New York Public Library)

### Durante la Repubblica Cisalpina
A gennaio 1797 partecipò al Congresso di Reggio Emilia, che promulgò la creazione della Repubblica Cispadana. Con l'ingresso dei Francesi a Mantova, fece uscire il Giornale degli amici della libertà italiana. Si trasferì quindi a Milano, dove entrò nei Comitati consulenti per la Costituzione della Repubblica Cisalpina e fu eletto nel Gran Consiglio, dove sostenne la riforma dell'istruzione, delle tariffe del dazio, della Guardia nazionale e dei teatri. Era favorevole al libero commercio, a riforme sulla caccia e a dare incentivi all'agricoltura. Il 28 novembre 1797 chiese l'annessione della Marca anconetana alla Cisalpina. A giugno 1798 promosse l'abolizione dello studio del latino nelle scuole primarie, suscitando le ire di Ugo Foscolo che, in risposta polemica, scrisse l'ode Per la sentenza capitale proposta nel Gran Consiglio.
Nel 1798, proclamata a Roma la Repubblica, Giuseppe Lattanzi poté tornare in patria. In polemica con il pamphlet di Melchiorre Gioia Quadro politico di Milano, accusò l'autore di minare le basi della Repubblica Cisalpina. Gioia rispose con Apologia del Quadro politico e Foscolo lo attaccò, ricordando i trascorsi romani che avevano costretto Lattanzi all'esilio. Giuseppe Lattanzi si difese, riferendosi alla sua Lettera sulle di lui avventure in Roma, indirizzata nel 1787 al granduca di Toscana.
A Roma fu accolto tra i collaboratori del Consolato, ma alla caduta della Repubblica Romana i suoi beni furono confiscati e fuggì prima ad Ancona, poi raggiunse a Genova, ultima roccaforte repubblicana in Italia, dove erano riparati anche Foscolo, Giovanni Fantoni, Gerolamo Bocalosi, Cesare Paribelli.

### Il periodo napoleonico
Dopo la battaglia di Marengo fu reintegrato nel ruolo di segretario dell'Accademia mantovana e fece uscire il giornale Colpo d'occhio giornaliero della città di Milano, ossia Annuario di economia, arti e commercio che, in linea con Petites affiches di Parigi, contava sulle inserzioni a pagamento. Vincenzo Monti lo definì, nel secondo canto della Mascheroniana: galeotto di Nemi […] fuggito al remo e al tiberin capestro. Lattanzi rispose all'insulto, parafrasando il testo montiano con l'ode In morte di Lorenzo Mascheroni. Cantica colle identiche rime di V. Monti.
Nel 1804 con la moglie Carolina iniziò a pubblicare il Corriere delle dame, che accolse le prime esperienze giornalistiche di Carlo Tenca e pubblicò scritti di Urbano Lampredi. Sul Corriere Lattanzi pubblicò il suo dramma Carlo Magno in Pavia (1805), in cui Carlo Magno, nella lotta contro i Longobardi, era paragonato a Napoleone.
Per avere previsto, in un articolo sul Corriere delle dame, che la Toscana alla fine del 1807 sarebbe divenuta un dipartimento dell'Impero francese, fu per un mese internato in manicomio.

### Al tempo della Restaurazione
Dopo il 1814 scrisse un'ode a Ferdinando III di Toscana, reintegrato nel Granducato di Toscana e pubblicò una lettera polemica a François-René de Chateaubriand che, in Di Buonaparte e dei Borboni, aveva disprezzato Napoleone per le origini italiane. Giuseppe Lattanzi ottenne il perdono da papa Pio VII e si rifugiò tra Nemi e Civita Lavinia (oggi Lanuvio). Cedette il Corriere delle dame e si occupò di forniture di mercanzie di moda e del commercio dei tappeti ad Ancona.
Nel 1818, alla morte della moglie Carolina, sposò Vittoria Carolina Pozzolini.
Morì a Lanuvio il 13 luglio 1822.

### Scritti
- Per l'infausta morte di sua maestà imperiale regia apostolica Leopoldo 2º Cantata funebre / Ioseph. Lactantius, Vienna, s.e., 1792, SBN MUS0034415.
- Piano di pace tra la Francia, l'Impero, la Casa d'Austria ed il Re di Sardegna progettato nel mese di marzo 1795 da un Accademico Pacis Amator, s.l., s.e., 1795, SBN VEAE124296.
- Semplice, facile, ed economico metodo per esigere il censo ed ogni altra pubblica imposizione. Progetto di Giuseppe Lattanzj cittadino romano al Consiglio dei 500, Milano, s.e., 1796, SBN IEIE002220. Data: L'anno I della libertà d'Italia.
- Discorso storico-politico sul quesito progettato dall'amministrazione generale della Lombardia. Quale dei governi liberi meglio convenga alla felicità dell'Italia? Di Publicola Tiberino, Milano, presso Gaetano Motta, 1796, SBN IEIE002216.
- Articoli principali da fissarsi tra la Repubblica francese ed il Papa. Memoria di C.T. indirizzata al cittadino Saliceti commessatio del direttorio esecutivo in Italia. Li 22 fructidor anno 4º della Libertà, Cremona, dalla stamperia Manini, 1796, SBN TSAE024918.
- Istoria del blocco e dell'assedio della città e fortezza di Mantova scritta da un cittadino che ne fu testimonio, Cremona, alla stamperia Manini, 1797, SBN IEIE002217.
- Credo repubblicano del cittadino Lattanzj proposto alla società di pubblica istruzione di Mantova nell'adunanza generale del dì 7 mietitore anno primo della libertà italiana, Mantova, all'Apollo, 1797, SBN LO1E049058.
- All'amministrazione generale della Lombardia. Memoria del cittadino Lattanzj municipalista segretario dell'Accademia delle scienze belle lettere ed arti della città di Mantova in data degli 11 floreale anno 5º repubblicano, Mantova, all'Apollo, 1797, SBN LO1E036760.
- Memoria del cittadino Giuseppe Lattanzj sulla inutilità delle scuole della lingua latina offerta al Direttorio esecutivo della repubblica cisalpina, Mantova, All'Apollo, 1797, SBN UBOE126851.
- Simbolo repubblicano del cittadino Lattanzj proposto alla Società di pubblica istruzione di Mantova nell'adunanza generale del dì 7 mietitore anno primo della libertà italiana, Milano-Genova, dalla stamperia de' cittadini padre e figlio Franchelli, 1797, SBN IEIE002221.
- Lettera di Giuseppe Lattanzi al Gran-duca di Toscana de' 20 settembre 1787 sulle di lui avventure in Roma, Milano, dalla stamperia Veladini Contrada Radegonda, 1798, SBN IEIE002218.
- Analisi, e riflessi del cittadino Giuseppe Lattanzi sull'opuscolo Quadro politico di Milano di Mel[chiorre] G[ioia], Milano, presso Luigi Veladini in contrada di S. Radegonda, 1798, SBN IEIE002215.
- Passatempi melanconici di Giuseppe Lattanzj segretario dell'Accademia Virgiliana delle Scienze, e Belle Lettere di Mantova scritti nell'anno 8º repubblicano dedicati a Mademoiselle Isidora Petiet, Milano, Dalla Stamperia Bolzani, 1800, SBN IEIE006263.
- In morte di Lorenzo Mascheroni cantica di G. Lattanzj colle stesse identiche rime di quella di V. Monti, Milano, presso Luigi Veladini in contrada S. Radegonda, 1801, SBN TO0E048843.
- Origine e necessità della religione nello stato. Dissertazione politico-filosofica dedicata da Giuseppe Lattanzi segretario scientifico dell'Accademia Virgiliana ai cittadini Luciano Bonaparte, Portalis e Siméon oratori per l'accettazione del progetto di legge relativo al Concordato religioso fra il governo Francese e il Papa, Milano, Stamperia Italiana e Francese, 1802, SBN LO1E017371.
- Memoria storico-apologetica di Giuseppe Lattanzj segretario scientifico dell'Accademia virgiliana di Mantova, 2 ed., Milano, Stamperia e Fonderia al Genio Tipografico, 1802, SBN LO1E002814.
- Canto estratto da un poema inedito intitolato L'Inferno e il Paradiso di G. Lattanzi pubblicato in occasione dell'ultima congiura contro la vita del primo console e presidente Bonaparte, Milano, Stamperia Fonderia del Genio, 1804, SBN LO1E017353.
- La guerra della terza nordica Lega ossiano i trionfi di Napoleone il massimo. Canti di G. Lattanzi, Milano, Tipografia di Francesco Pirola, 1805, SBN UBOE127000.
- Poesie varie per celebrare l'epoca faustissima della venuta nel regno d'Italia delle ll. mm. ii. rr. Napoleone 1º e Giuseppina scritte da Giuseppe Lattanzi e raccolte da Giuseppe Valeriani, Milano, Tipografia di Francesco Pirola, 1805, SBN IEIE007107. Contiene Carlo Magno in Pavia dramma eroico dedicato a Napoleone 1º nel fausto giorno della sua incoronazione in Re d'Italia di Giuseppe Lattanzi.
- Pace di Tilsit ode di G. Lattanzi, Milano, per Luigi Mussi, 1807, SBN PARE066046.
- Lo strale divinizzato a Carolina Lattanzi risorta da lunga e morale malattia. Canzone pindarica di Giuseppe Lattanzi, Milano, presso Veladini in S. Radegonda, 1810, SBN TO0E134627.
- Il giardino. Al signor Antonio Torras colonnello negli eserciti di S.M. il Re di Sardegna. Ode di Giuseppe Lattanzi, Firenze, nella stamperia Granducale, 1818, SBN CFIE037657.
- L'Infortunio lettere di Giuseppe Lattanzi a sua moglie, Napoli, Mosino, 1820, SBN IEIE005724.

### Periodici da lui fondati e diretti
- L'amico degli uomini e delle leggi, Milano, s.e., 1796 o 1797, SBN VEA0184493.
- Corriere delle dame, Milano, Stamperia di Gio. Pirotta, 1804-, SBN RMR0257013.
- Carolina Lattanzi, Diario sacro-poetico perpetuo con note di Carolina Lattanzi dedicato alle signore associate al corriere delle dame, Milano, per G. Pirotta, 1815, SBN LO1E041792.